# María Méndez
María Méndez Fernández (* 10. April 2001 in Oviedo) ist eine spanische Fußballspielerin.

## Karriere

### Vereine
Méndez begann in ihrem Geburtsort mit dem Fußballspielen und gehörte in der Saison 2015/16 dem Oviedo Moderno CF bereits im Alter von 14 Jahren an. Ihr Debüt im Seniorinnenbereich gab sie am 17. Juni 2016 (23. Spieltag der Primera División) bei der 1:2-Niederlage im Heimspiel gegen Real Sociedad als Einwechselspielerin in der 20. Minute.
In der Hinrunde der Saison 2016/17 spielte sie für den Verein in der Gruppe 1 der Primera Federación, die zweithöchste Spielklasse im spanischen Frauenfußball. Die Rückrunde erfolgte dann für Real Oviedo, der den weiblichen Spielerkader der zuvor genannten Mannschaft übernommen hatte. In der Folgesaison wurde die Zweitliga-Meisterschaft errungen, mit ihrer Mannschaft scheiterte sie jedoch am EdF Logroño in den beiden Aufstiegsspielen für die Primera División. 
Mit ihrem Vereinswechsel war sie in der Saison 2019/20 für Deportivo La Coruña in dieser Spielklasse aktiv. Ihr erstes von 20 Saisonspielen in der höchsten Spielklasse gab sie zum Saisonauftakt am 8. September 2019 beim 3:1-Sieg im Heimspiel gegen Espanyol Barcelona als Einwechselspielerin ab der 58. Minute. Ihr erstes von vier Toren erzielte sie am 29. September 2019 (4. Spieltag) beim 2:0-Sieg im Auswärtsspiel gegen Athletic Bilbao mit dem Treffer zum 1:0 in der 44. Minute.
Ab Juli 2020 gehörte sie dem Ligakonkurrenten UD Levante an, mit dem sie zweimal ein Pokalfinale erreichte und in jeweils zwei Qualifikationsspielen der ersten und zweiten Runde für die Champions League 2021/22 eingesetzt wurde. Auch für die Champions League 2023/24 konnte sie sich mit ihrer Mannschaft qualifizieren, schied jedoch bereits in der ersten Runde gegen den FC Twente aus.
Im Sommer 2024 unterschrieb die Innenverteidigerin, nach Ablauf ihres Vertrages bei UD Levante, für den spanischen Vizemeister Real Madrid.

### Nationalmannschaft
Méndez kam in den Jahren 2018 und 2019 in insgesamt 16 Länderspielen für die Nachwuchsnationalmannschaften der Altersklassen U17, U19 und U20 zum Einsatz. Mit der U17-Nationalmannschaft nahm sie an der vom 9. bis zum 21. Mai 2018 in Litauen ausgetragenen Europameisterschaft und an der zum Jahresende sich anschließenden Weltmeisterschaft in Uruguay zum Einsatz. Ihre insgesamt elf Turnierspiele wurden jeweils von zwei Titeln gekrönt. Erst zwei Jahre später bestritt sie wieder Länderspiele – deren zwei für die U23-Nationalmannschaft. Gegen die Auswahlen Italiens und Portugals konnten am 21. und 25. Oktober zwei Siege (4:1 und 6:0) errungen werden, wobei sie ein Tor in der Begegnung mit Italien erzielte.
Ihr Debüt für die A-Nationalmannschaft gab sie am 11. November 2022 in Melilla beim 7:0-Sieg im Freundschaftsspiel gegen die Nationalmannschaft Argentiniens. Ihr erstes Länderspieltor erzielte sie in ihrem dritten Länderspiel am 31. Oktober 2023 in Zürich beim 7:1-Sieg über die Schweizer Nationalmannschaft im vierten Spiel der Gruppe 4 der Liga A im Wettbewerb der Nations League. Im Februar 2024 stand sie im Aufgebot der Spanierinnen für die Finalrunde der Women’s Nations League, ihre Mannschaft holte durch ein 2:0 im Endspiel gegen Frankreich den Titel.

## Erfolge
Nationalmannschaft
- UEFA Women’s Nations League: 2023/24
- U17-Weltmeister 2018
- U17-Europameister 2018

UD Levante
- Spanischer Pokalfinalist 2021
- Spanischer Superpokalfinalist 2021

Real Oviedo
- Zweitligameister 2018